# Planungsbericht
Der Planungsbericht (auch als erläuternder Bericht nach Art. 47 RPV bezeichnet) dokumentiert die Anpassung von Plänen in der Schweizer Raumplanung. Er ist vorgeschriebener Bestandteil jedes Nutzungsplanverfahrens nach Art. 14 RPG. Meist verfasst ihn die Gemeinde als die zu erlassende Behörde. Der Planungsbericht dient den kantonalen Genehmigungsbehörden und Rechtsmittelinstanzen als Beurteilungsgrundlage. Üblicherweise wird er auch zur Mitwirkung und Information der Bevölkerung eingesetzt.

## Inhalt
Im Planungsbericht erläutert die erlassende Behörde, inwiefern relevante Interessen, Gesetze, Ziele und Grundsätze bei der Plananpassung berücksichtigt wurden. Handelt es sich bei der Plananpassung um eine Revision der Bau- und Zonenordnung, hat sie insbesondere die Nutzungsreserven und Mobilisierungsmassnahmen darzulegen. Während des Planungsprozesses integriert die Gemeinde laufend neue Erkenntnisse in den Planungsbericht. Strittige und wichtige Beschlüsse mit ausreichend Handlungsspielraum begründet sie anhand von Interessenabwägungen. Dazu sind die vorhandenen Interessen zu ermitteln, zu bewerten und abzuwägen. Die Interessenabwägungen werden zu den wichtigsten Bestandteilen des Planungsberichts gezählt und auch als Kernstück der Raumplanung bezeichnet.